# Championnat de Nouvelle-Zélande de football 1987
Navigation
Saison précédente Saison suivante
La saison 1987 du Championnat de Nouvelle-Zélande de football est la 18e édition du championnat de première division en Nouvelle-Zélande. La NSL (National Soccer League) regroupe quatorze clubs du pays au sein d'une poule unique, où ils s'affrontent deux fois au cours de la saison, à domicile et à l'extérieur. À la fin de la compétition, le dernier du classement est relégué et remplacé par le meilleur club des trois ligues régionales.
C'est le club de Christchurch United AFC qui remporte la compétition après avoir terminé en tête du classement final, avec sept points d'avance sur Gisborne City AFC et huit sur Wellington United AFC. C'est le 4e titre de champion de Nouvelle-Zélande de l'histoire du club, qui manque le doublé en s'inclinant en finale de la Coupe de Nouvelle-Zélande face à Gisborne City.

## Les clubs participants
| - Nelson United - Christchurch United AFC - Papatoetoe AFC - Manawatu United AFC - North Shore United AFC - Dunedin City - Napier City Rovers AFC - Promu de D2 | - Gisborne City AFC - Mount Maunganui AFC - Promu de D2 - Mount Wellington AFC - Wellington United AFC - Manurewa AFC - Miramar Rangers - Hutt Valley United - Promu de D2 |

## Compétition

### Classement
Le barème utilisé pour établir le classement est le suivant :
- Victoire : 3 points
- Match nul : 1 point
- Défaite : 0 point

| Rang | Équipe                     | Pts | J  | G  | N | P  | Bp | Bc | Diff |
| ---- | -------------------------- | --- | -- | -- | - | -- | -- | -- | ---- |
| 1    | Christchurch United AFC    | 58  | 26 | 18 | 4 | 4  | 60 | 24 | +36  |
| 2    | Gisborne City AFC (C)      | 51  | 26 | 14 | 9 | 3  | 52 | 31 | +21  |
| 3    | Wellington United AFC      | 50  | 26 | 15 | 5 | 6  | 52 | 35 | +17  |
| 4    | Mount Maunganui AFC (P)    | 46  | 26 | 14 | 4 | 8  | 35 | 28 | +7   |
| 5    | Papatoetoe AFC             | 42  | 26 | 12 | 6 | 8  | 53 | 33 | +20  |
| 6    | Napier City Rovers AFC (P) | 40  | 26 | 11 | 7 | 8  | 41 | 39 | +2   |
| 7    | North Shore United AFC     | 39  | 26 | 10 | 9 | 7  | 41 | 28 | +13  |
| 8    | Mount Wellington AFC (T)   | 39  | 26 | 11 | 6 | 9  | 56 | 48 | +8   |
| 9    | Hutt Valley United (P)     | 30  | 26 | 9  | 3 | 14 | 36 | 52 | -16  |
| 10   | Manurewa AFC               | 27  | 26 | 7  | 6 | 13 | 33 | 44 | -11  |
| 11   | Nelson United AFC          | 22  | 26 | 6  | 4 | 16 | 28 | 51 | -23  |
| 12   | Dunedin City               | 22  | 26 | 6  | 4 | 16 | 32 | 61 | -29  |
| 13   | Manawatu United            | 21  | 26 | 4  | 9 | 13 | 30 | 50 | -20  |
| 14   | Miramar Rangers            | 20  | 26 | 6  | 2 | 18 | 43 | 68 | -25  |

|  | Champion de Nouvelle-Zélande 1988                                                       |
|  | Relégation directe en championnat régional                                              |
|  | (T) : Tenant du titre (C) : Vainqueur de la Coupe de Nouvelle-Zélande (P) : Promu de D2 |

- Dunedin City est relégué en fin de saison à la suite d'une banqueroute.

## Bilan de la saison
| Championnat de Nouvelle-Zélande de football 1987                             |                                    |
| Champion                                                                     | Christchurch United AFC (4e titre) |
| Coupes et trophées                                                           |                                    |
| Vainqueur de la Coupe de Nouvelle-Zélande 1987                               | Gisborne City AFC                  |
| Promotions et relégations                                                    |                                    |
| Promus en Championnat de Nouvelle-Zélande de football                        | Waikato United                     |
| Relégués en Championnat de Nouvelle-Zélande de football de deuxième division | Dunedin City                       |